# W. E. N. Sinclair
Pour les articles homonymes, voir William Sinclair et Sinclair.
William Edmund Newton Sinclair (plus connu sous le nom de W. E. N. Sinclair) (28 juin 1873-26 novembre 1947) est un homme politique canadien de l'Ontario. Il est député fédéral libéral de la circonscription ontarienne d'Ontario de 1945 à 1947.
Il est aussi député provincial libéral de la circonscription ontarienne d'Ontario-Sud de 1911 à 1914 et de 1919 à 1934, ainsi que d'Ontario de 1934 à 1937.

## Biographie
Né dans le canton de Whitby (en) en Ontario, Sinclair étudie à l'université de Toronto.

### Politique provinciale
Élu à l'Assemblée législative de l'Ontario en 1911 (en), il est défait lors de l'élection de 1914.
Tentant un retour en politique en 1917, il se présente dans la circonscription d'Ontario-Sud en tant que candidat anti-conscription avec les Libéraux de Laurier.
De retour en politique provincial en 1919, il est réélu en 1923, 1926 (en), 1929 (en) et en 1934.
En 1922, Sinclair se présente à la chefferie libérale provinciale. Bien que défait par Wellington Hay, les élections défavorables pour les Libéraux poussent Hay à la démission. Sinclair est alors choisi comme chef intérimaire de 1923 à 1930 et chef de l'opposition officielle de 1923 à 1934.
Remplacé par Mitchell Hepburn à la chefferie et les Libéraux de retour au pouvoir, il n'est pas nommé au cabinet et siège comme député d'arrière-ban. Sinclair ne se représente pas en 1937.

### Politique fédérale
Élu en 1945, il meurt en fonction en 1947.

### Politique municipale
Entre ses mandats parlementaires, Sinclair occupe la fonction de maire d'Oshawa de 1910 à 1911, en 1915 et de 1932 à 1934

## Résultats électoraux
Modèle:Élection générale canadienne de 1917 — Ontario-Sud